# John Middleton Campbell
John Middleton Campbell (19 de febrer de 1870 a Renton, West Dunbartonshire, Escòcia - 1906) fou un futbolista escocès del segle XIX. Fou el màxim golejador de la lliga anglesa de futbol els anys 1891-92, 1892-93 i 1894-95.
Johnny Campbell va jugar com a davanter al Sunderland. Era el germà de l'entrenador del club, Robert Campbell. Debutà al Sunderland el 18 de gener de 1890 enfront del Blackburn Rovers a la FA Cup, on el Sunderland perdé per 4 a 2 a Leamington Road. Jugà amb el Sunderland entre 1890 i 1897, guanyant les lligues de 1892, 1893 i 1895. En 186 partits de lliga marcà 133 gols.
Després fitxà pel Newcastle United. Debutà davant el Woolwich Arsenal FC el 4 de setembre de 1897, marcant un gol en la victòria per 4 a 1. Conduí al Newcastle al seu primer ascens el 1898. En el club marcà 12 gols en 29 partits.